# Constantin Păunescu
Constantin C. Păunescu (n.  ?, Gorj, România) a fost un inginer român care a îndeplinit mai multe funcții de conducere în cadrul Căilor Ferate Române (C.F.R.), inclusiv pe aceea de director general.

## Biografie
De origine din județul Gorj, Constantin Păunescu a absolvit Școala Tehnică Superioară din Zürich și s-a angajat la Căile Ferate în 1911. După scurtă vreme, el a fost avansat inspector ajutor la inspecția C.F.R. Galați, unde activitatea sa a fost remarcată, astfel că i-a fost încredințată o misiune dificilă: să organizeze inspecția Chișinău, care, după Unirea Basarabiei cu România din 1918, devenise un „focar de desordine”. A obținut rezultate bune și în această poziție, astfel că a fost avansat director al direcției regionale Chișinău, care coordona căile ferate din întreaga Basarabie, funcție în care a rămas până în 1922.
După sfârșitul Primului Război Mondial, Germania a fost obligată să plătească despăgubiri țărilor agresate. Între anii 1922 și 1930, Constantin Păunescu a făcut parte dintr-o comisie care s-a ocupat cu întocmirea, semnarea și supravegherea unor contracte privitoare la reparații de război care urmau să fie plătite în natură. Pe lângă 110 vagoane de pasageri deja livrate Regatului Român, Germania s-a angajat să îi transfere acestuia și 40 de locomotive, material de cale ferată, în special șină, material pentru ateliere și pentru poduri.
În ianuarie 1927, sub președinția lui Nicolae Ionescu-Râmniceanu, secretar general al ministerului lucrărilor publice, „Comisiunea pentru înaintarea în corpul tehnic” a decis înaintarea lui Constantin Păunescu la gradul de inginer șef clasa I. Între anii 1930 și 1932, el a fost subdirector al Atelierelor, iar între 1933 și 1934, subdirector al Direcției tracțiunii, considerată „însăși inima exploatării Căilor Ferate”. În februarie 1934, din această funcție, el a însoțit și a acordat explicații inginerilor francezi Legrand și Graufroid de la oficiul central al Căilor Ferate Franceze, care vizitau România pentru a studia măsurile luate de C.F.R. pentru siguranța circulației trenurilor în timpul iernii.
Începând cu 15 octombrie 1934, Păunescu a îndeplinit funcția de inspector superior de control la Direcția tracțiunii.
În anii următori, el a fost inclus în mai multe comisii care au analizat și au emis hotărâri în diverse cazuri de interes feroviar. În 1933, alături de inginerul Ion Miclescu și de alții, Păunescu a făcut parte din comisia instituită la ministerul comunicațiilor pentru revizuirea numirilor și avansărilor ilegale de la C.F.R. În luna mai 1934, aceeași comisie, compusă din aceiași membri, a „început lucrările pentru revizuirea numirilor și avansărilor personalului de la Casa Muncii C.F.R.” În luna aprilie 1934, Păunescu fusese numit și în nou-înființata „Comisie superioară pentru tratarea accidentelor la C.F.R.”, având sediul la București. Această comisie, din care mai făceau parte inginerul director central George Panaitopol, inspectorul general Ion Macovei și alții, urma să analizeze și să judece accidentele feroviare care „întrec competența de judecare a comsiunilor centrale și locale”.

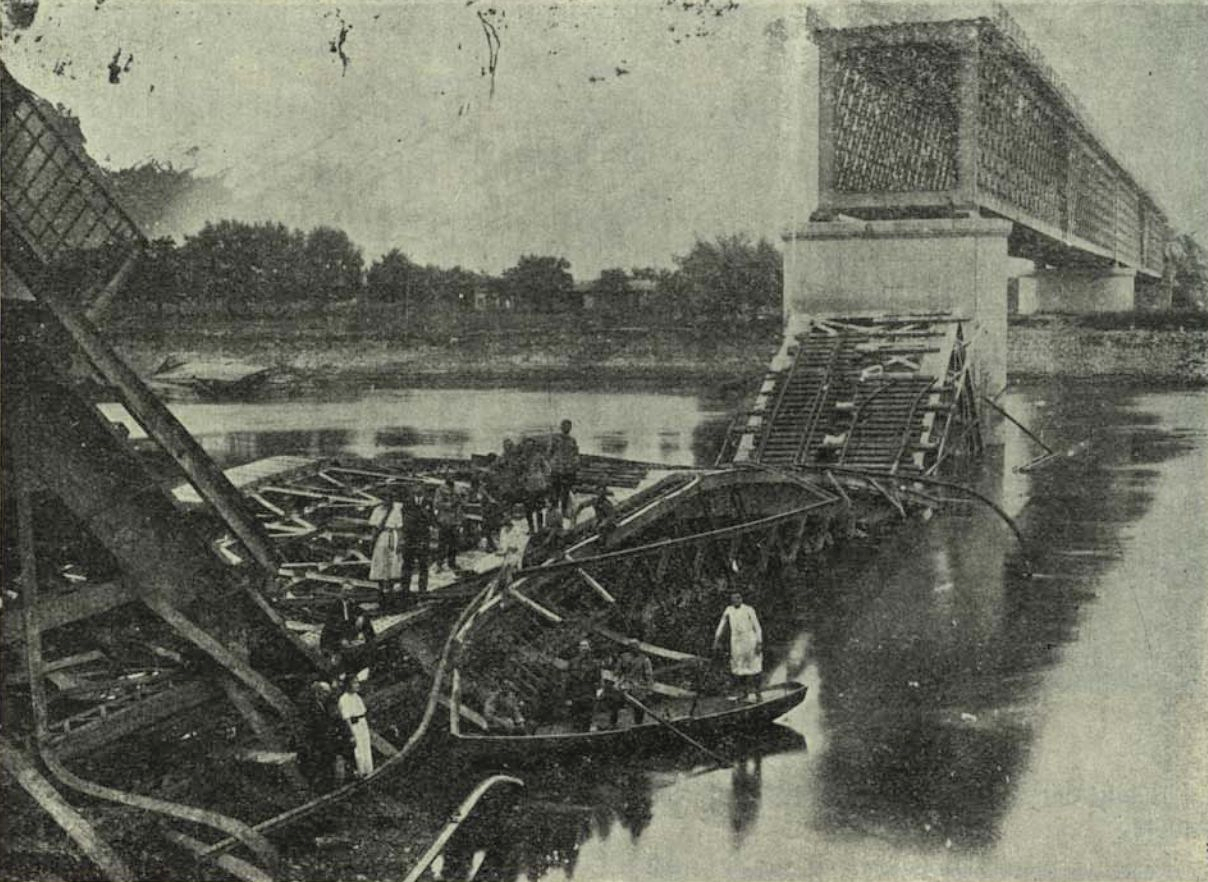
Podul de la Tighina

În 1934, într-o perioadă de relativă destindere a relațiilor dintre România și Uniunea Sovietică, cele două guverne au decis să reconstruiască podul combinat de la Tighina, care fusese distrus în timpul Primului Război Mondial. În ianuarie 1935, inginerul Păunescu a fost inclus într-o delegație din care mai făceau parte alți directori C.F.R., oficiali ai ministerului lucrărilor publice și comunicațiilor, respectiv ai ministerului afacerilor străine, care s-a deplasat la Moscova pentru a încheia tratativele cu reprezentanții căilor ferate ruse. În 1937, presa l-a menționat printre invitații unui banchet organizat în onoarea ministrului Richard Franasovici, alături de Ion Inculeț, Nicolae Vasilescu-Karpen, Aron Pușcariu, George Panaitopol, Ion Macovei și alții.
În anii următori, Constantin Păunescu a fost numit inspector general și înaintat în funcția de subdirector general al C.F.R., în mandatul directorului Teodor Cristescu Orezeanu. Sub conducerea colonelului Orezeanu, în august 1941 a fost înființat consiliul tehnic al C.F.R., avându-i ca membri pe inginerii Constantin Păunescu, Petre Vercescu, Ștefan Miclescu, precum și pe alți directori ai diferitelor direcții din cadrul instituției. În noiembrie 1943, alături de directorul general Teodor Cristescu Orezeanu, între timp înaintat la gradul de general, de alți membri importanți din conducerea C.F.R., miniștri și politicieni, Constantin Păunescu a participat la festivitățile de inaugurare a căii ferate București-Urziceni-Făurei.
Pe 26 septembrie 1944, prin decretul regal 1744, contrasemnat și de generalul de brigadă Constantin Eftimiu, ministru al lucrărilor publice și comunicațiilor, Constantin Păunescu a fost numit „director general al Direcțiunii Generale C.F.R.”. El a rămas în funcție doar până la 11 noiembrie 1944, fiind schimbat de noul ministru al comunicațiilor, comunistul Gheorghe Gheorghiu-Dej, după instalarea noului cabinet Sănătescu. În locul lui Păunescu, pe 14 noiembrie, a fost numit Ion Bernacki. Păunescu a fost menținut pe postul de subdirector general, însă România liberă, oficios al Partidului Comunist Român, a criticat această decizie. Ziarul l-a inclus pe Păunescu într-o listă cu cei mai cunoscuți și capabili ingineri ai vremii, printre care Dimitrie Leonida și Aurel Persu, pe care i-a numit „vânzători ai intereselor naționale” și „trădători”. Publicația a scris că „dezastrul economic în care se zbate acum țara este datorat în bună parte și acestor oameni, de aceea trebuie să ne întipărim bine numele lor”. Propagandistul ziarului, semnându-și articolul doar cu inițialele numelui, a amenințat mai departe că „nici unul nu trebuie să scape de epurație și de răspunderea pe care o poartă de nenorocirile țării”.
Spre sfârșitul războiului, într-un articol publicat în Jurnalul de dimineață din 25 ianuarie 1945, gazetarul Tudor Teodorescu-Braniște a dezvăluit că inginerul Constantin Păunescu, din poziția de subdirector general al C.F.R., a pus la dispoziție vagoane cu care au fost transportate pachete pentru evreii români deportați la Moghilev, Balta, Vapnearka sau Grosulovo.
În august 1945, printr-o decizie publicată în Monitorul Oficial, „D-l inginer inspector general cl. I Păunescu C. Constantin” a fost pus „în retragere din oficiu, pe ziua de 1 August 1945, pentru limită de vârstă, spre a-și exercita drepturile la pensie, cu începere dela 1 Noemvrie 1945”. Un număr din septembrie 1945 al aceleiași publicații preciza și faptul că inspectorii generali Traian Pârvu (aflat într-o situație similară) și Constantin Păunescu „încetează de a mai face parte din cadrele Corpului tehnic, primul pe data de 15 Iulie 1945 și secundul pe data de 1 August 1945, când au fost puși in retragere din oficiu, pentru a-și aranja drepturile la pensie”.

## AGIR și alte asociații
Pe 12 august 1918, la București a fost înființată Asociația Generală a Inginerilor din România (AGIR), care a fost recunoscută „persoană morală și juridică” prin Decretul lege nr. 3800 din 21 decembrie 1918, publicat în Monitorul Oficial al României la 30 decembrie 1918. Președinte al AGIR a fost ales inginerul Gheorghe Balș, iar consiliul de administrație era alcătuit din 9 membri, printre care Alexandru Periețeanu, Constantin Bușilă, Mihail Florescu și Mihail Manoilescu. Inginerul Constantin Păunescu a devenit membru al AGIR în septembrie 1918, când era director în serviciul tracțiune al direcției regionale Chișinău a C.F.R.
Timp de mai mulți ani, Păunescu a fost și președinte al Asociației Inginerilor din C.F.R. (denumită și „Asociația inginerilor de cale ferată”). În februarie 1934, el a făcut parte dintr-o delegație a reprezentanților salariaților C.F.R. care a fost primită în audiență de ministrul lucrărilor publice și comunicațiilor, Richard Franasovici. Delegația s-a plâns că numeroși salariați vor suferi în urma aplicării legii privind statutul personalului C.F.R. și a prezentat ministrului un memoriu amănunțit, cuprinzând amendamente ale legii considerate indispensabile pentru protecția personalului C.F.R. În noiembrie 1935, Păunescu a făcut parte dintr-o altă delegație a reprezentanților salariaților C.F.R. care a discutat cu ministrul Franasovici. În cadrul audienței, delegații C.F.R. au prezentat ministrului „situația mizeră” a personalului căilor ferate, în contrast cu „spiritul de înțelegere, devotament și disciplină al slujitorilor drumului de fer, față de instituția ce-o servește”.
În februarie 1935, în amfiteatrul mare al Școlii Politehnice din București s-a desfășurat congresul „Asociației profesionale a absolvenților școalelor profesionale C.F.R.”. Direcția generală C.F.R. a fost reprezentată de Constantin Păunescu, al cărui discurs a deschis congresul. În noiembrie 1935, alături de ministrul Franasovici și de alți membri ai conducerii companiei, Păunescu a luat parte la inaugurarea primei școli de pilotaj a secției aviatice C.F.R.

## Activitate sportivă
În vara anului 1923, la inițiativa muncitorilor de la Atelierele Grivița a luat ființă „Asociația culturală și sportivă CFR”, care a funcționat în anii următori sub patronajul C.F.R. În cadrul asociației au fost înființate apoi mai multe secții sportive, acestea fiind conduse de președinți numiți din rândul directorilor C.F.R. Spre exemplu, Secțiunea Centrală de Box C.F.R. a fost condusă în 1934 de inginerul Constantin Păunescu. El a rămas aproape de secția de box a C.F.R. și în anii următori, implicându-se în organizarea unor evenimente sportive internaționale pentru amatori și fiind cooptat, în octombrie 1936, într-o comisie înființată de Federația Română de Box în vederea pregătirii pentru campionatele europene de box din 1937 și 1939, precum și pentru Olimpiada de la Tokio.
Pe 15 iulie 1943, în timpul adunării generale a clubului, Constantin Păunescu a fost desemnat președinte al grupării Rapid. El a rămas în funcție până pe 24 martie 1945, când echipa FC Rapid a fost desființată, structurile sale fiind absorbite într-o nouă echipă „sindicală”, denumită „C.F.R.”.